# Kommandounternehmen Hammelburg

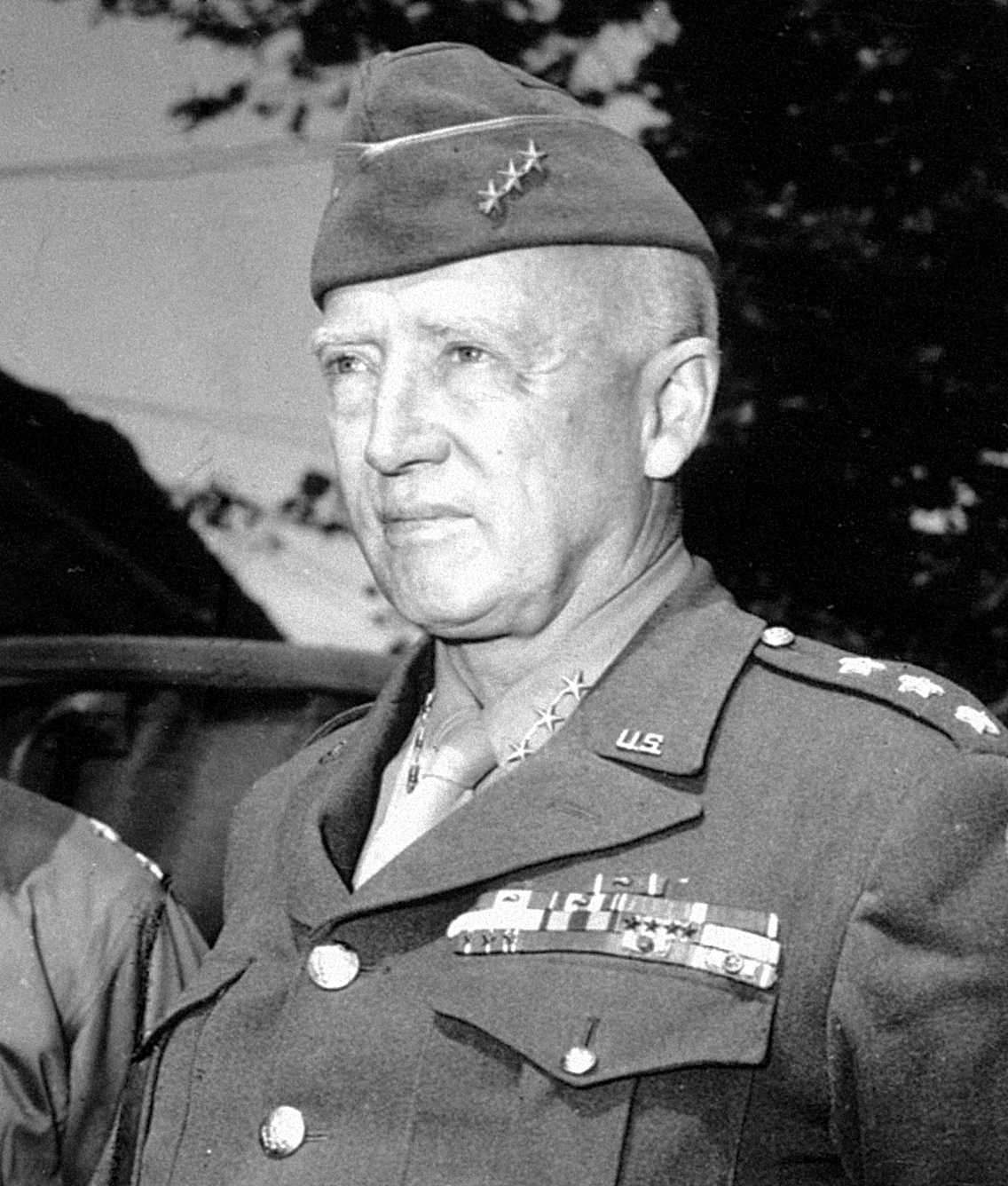
Lieutenant General Patton

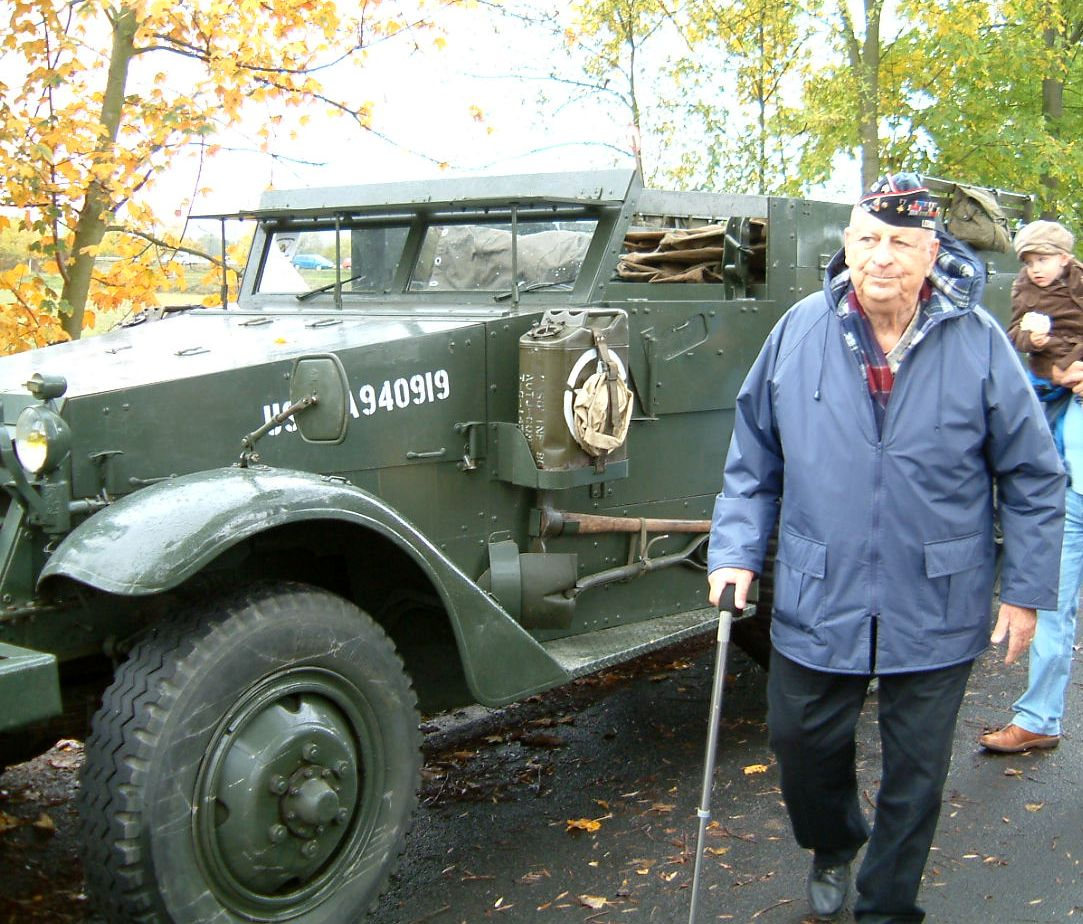
Der ehemalige Führer der Task Force Baum, Captain Abraham Baum, bei einem Besuch in Hammelburg im Oktober 2005

Der Panzervorstoß nach Hammelburg war ein Unternehmen der US-Armee zur Befreiung alliierter Soldaten aus dem Gefangenenlager des Truppenübungsplatzes Hammelburg am Ende des Zweiten Weltkriegs. Ausgangsbasis der sogenannten Task Force Baum waren die Kampfhandlungen im Rahmen der Schlacht um Aschaffenburg.

## Vorgeschichte
Am 23. März 1945, dem Tag der Rheinüberquerung der 3. US-Armee unter dem Kommando von George S. Patton, bekam Patton die Meldung, dass sein Schwiegersohn John K. Waters sich wahrscheinlich im Kriegsgefangenenlager Hammelburg befände.
Am 26. März fand eine Besprechung zwischen Pattons Vorgesetzten Dwight D. Eisenhower, Walter Bedell Smith und Patton selbst statt, wobei Patton erwähnte, dass die 4. US-Panzerdivision mit ihrem Angriffsverband Combat Command B, der am nächsten zum Lager Hammelburg stand, die Gefangenen im Lager Hammelburg befreien könnte. Gleich nach der Besprechung verbot General Smith dem Kommandeur der 4. Panzerdivision, William Hoge, den Einsatz des Combat Command B für einen Vorstoß zum Lager Hammelburg, da Smith darin keinerlei militärisch wichtiges Ziel sah und er die Eigenmächtigkeiten Pattons kannte. Als Patton dem Combat Command B den Befehl zum Angriff auf Hammelburg geben wollte, hörte er vom gegenteiligen Befehl und befahl darauf Hoge, aus Einheiten seiner Division wenigstens einen Kampfverband für die Befreiung der Gefangenen des Lagers Hammelburg zusammenzustellen und sofort in Marsch zu setzen.

## Durchführung
Durchgeführt wurde das Unternehmen vom 26. bis 28. März 1945 durch die Task Force Baum. Ihr Kommandeur war Captain Abraham Baum. Die Einheit sollte von Aschaffenburg aus 80 km hinter die deutschen Linien vorstoßen und die alliierten Kriegsgefangenen im Lager OFLAG XIII-B in der Nähe von Hammelburg befreien. Das Unternehmen endete in einem Fiasko. Die US-Kampfgruppe erreichte zwar das Lager, wobei bei den Gefechten Pattons Schwiegersohn durch einen Schuss in die Hüfte verletzt wurde, aber wegen eintreffender deutscher Einheiten musste der US-Verband ausweichen. Auf Befehl des Stabschefs der 7. Armee, Rudolf-Christoph von Gersdorff, wurden alle gerade verfügbaren deutschen Kräfte zusammengezogen, um den US-Verband abzuwehren. In der Ortschaft Höllrich bei Karsbach wurde der US-Kommandoverband eingeschlossen und vollständig vernichtet. Die US-Armee verlor alle eingesetzten 57 Panzer und Fahrzeuge sowie rund 300 Soldaten. Die meisten von ihnen, darunter auch der verletzte Captain Baum, gingen in deutsche Kriegsgefangenschaft. Nur sieben Mann konnten sich zu den eigenen Linien durchschlagen. General Eisenhower sprach eine offizielle Rüge gegenüber Patton aus, der seinerseits über die Vernichtung der Task Force Baum eine Nachrichtensperre verhängte.

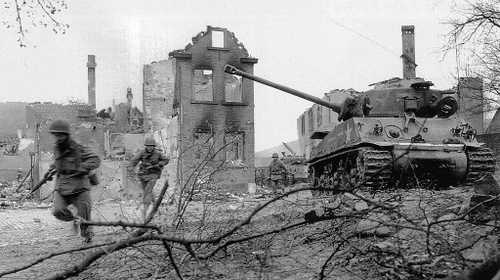
Soldaten der Task Force Baum rennen bei ihrem Durchbruch an einem zerstörten Sherman-Panzer in Aschaffenburg vorbei.

Am 5. April erreichte schließlich die 7. US-Armee das Lager und befreite die Kriegsgefangenen. Patton schickte ein Flugzeug mit einem Chirurgen seiner 3. Armee nach Hammelburg und ließ seinen Schwiegersohn ausfliegen.

## Nachspiel
Patton verhängte über die Vernichtung der Task Force Baum eine Nachrichtensperre. Trotzdem beschädigte – nach Aussage seines Biographen Carlo D’Este – der gescheiterte Raid auf Hammelburg Pattons Ansehen nachhaltig. General Eisenhower, der Patton als „seelisch labil“ und als „Zeitbombe“ charakterisierte, erteilte Patton nach dem verlustreichen Scheitern eine Rüge. Der aber zeigte sich uneinsichtig und wollte einen eigenen Fehler höchstens darin erkennen, dass er die Task Force nicht stark genug gemacht habe.